# Usi e consuetudini
Gli usi e consuetudini  costituiscono una fonte del diritto italiano di tipo terziario, originata dalla ripetizione generale, uniforme e costante di pratiche osservate da soggetti nella libera convinzione di ottemperare a norme giuridicamente vincolanti. 
Le preleggi al codice civile italiano menzionano espressamente solo gli usi;  gli usi non espressamente richiamati dal Codice civile italiano si chiamano più propriamente consuetudini.

## Nella gerarchia delle fonti
Nell'ordinamento italiano, l'art. 1 delle Disposizioni sulla legge in generale (approvate preliminarmente al Codice Civile con r.d. 16-03-1942, n. 262) cita espressamente gli usi quali fonti del diritto. La dottrina giuridica li riconduce al genus consuetudini, che sono richiamate in altre parti dell'ordinamento giuridico nazionale.
L'art. 8 sancisce che Nelle materie regolate dalle leggi e dai regolamenti gli usi hanno efficacia solo in quanto sono da essi richiamati. L'art. 9 inoltre così recita: Gli usi pubblicati nelle raccolte ufficiali degli enti e degli organi a ciò autorizzati si presumono esistenti fino a prova contraria. Perché si possa parlare di usi e consuetudini debbono concorrere due elementi concomitanti: l'elemento materiale, cioè il comportamento osservato reiteratamente, in concreto, da una generalità di soggetti; l'elemento psicologico, cioè la convinzione, la opinio juris, che tale comportamento sia obbligatorio. 
Categoria a parte è rappresentata dagli usi civici, che conferiscono diritti alla popolazione residente in un determinato territorio: per esempio, l'uso civico degli abitanti di un paese di montagna di portare a pascolare gli ovini e i bovini in alcuni prati (pascolatico ed erbatico), di raccogliere legna per riscaldare l'abitazione in determinati boschi (legnatico), di prelevare acqua (acquatico), di raccogliere funghi (fungatico) e molti altri. Si tratta di diritti di origine feudale: il barone, per esempio, riconosceva ai suoi sudditi, per aiutarli a sopravvivere, queste facoltà sul suo territorio; su di esso negli anni si sono così consolidati gli usi civici.

## Tipologia
Nell'ordinamento giuridico italiano, in relazione ai rapporti con il diritto positivo, si può individuare una consuetudo secundum legem quando nel rispetto della legge tende a chiarirne, a specificarne o dettagliarne ulteriormente la portata o il significato, come accade per l'uso interpretativo. Oppure si può avere una consuetudo praeter legem, quando concerne ambiti non disciplinati dalla legge. In astratto si può configurare una consuetudo contra legem, quando opera in senso contrario alla norma di legge, ma quest'ultima non è consentita. Pertanto gli usi e la consuetudine non possono superare il limite della Costituzione e della sovranità dello Stato.
Gli usi e le consuetudini si distinguono, a seconda del territorio cui si riferiscono, in provinciali e generali. In relazione alla materia, si dividono in usi del commercio, usi marittimi, usi internazionali ed altri usi di settore. 

## Raccolte degli usi e delle consuetudini provinciali
Particolare rilievo rivestono in Italia le Raccolte degli usi e delle consuetudini provinciali, curate dalle camere di commercio, distintamente per ciascuno dei settori economico-produttivi. Storicamente questa funzione di raccolta è una di quelle istituzionalmente assolte per prime dagli enti camerali, fino dal medioevo.
L'attribuzione alle camere di commercio della funzione di raccolta ed aggiornamento degli usi e delle consuetudini della provincia fu sancita per la prima volta dalla Legge n. 121 del 1910 e confermata successivamente dal Regio Decreto n. 2011 del 1934 e dalla Legge n. 580 del 1993.  In particolare, questa ultima legge di riforma ha sancito che la raccolta e l'aggiornamento degli usi e delle consuetudini provinciali del commercio rientrano tra le funzioni di regolazione del mercato degli enti camerali. Successivamente il Ministero dell'Industria del Commercio e dell'Artigianato ha regolamentato la materia con Decreto del 16 maggio 2000.
L'inserimento degli usi nella Raccolta provinciale, oltre a renderli applicabili d'ufficio da parte del Giudice, conferisce loro la presunzione di esistenza, esonerando così la parte che li invochi dall'obbligo di provarla.
Le camere di commercio attendono ogni cinque anni alla raccolta ed all'aggiornamento degli usi e delle consuetudini tramite apposite commissioni provinciali. Queste si avvalgono del lavoro di ricerca, settore per settore, condotto da numerosi comitati tecnici. Compito delle raccolte provinciali, come previsto dalle preleggi del Codice civile, non è di dettare norme vincolanti, ma di rispecchiare l'attività reale degli operatori economici. Il procedimento di accertamento è piuttosto lungo e complesso. Ciascun ente camerale, costituita l'apposita Commissione,  proclama ufficialmente l'avvio delle operazioni di revisione della raccolta provinciale degli usi e delle consuetudini, diffondendo la notizia tra tutti gli interessati. 
Quindi, le osservazioni e le proposte di modifica degli usi e delle consuetudini provinciali, fatte pervenire alla segreteria della commissione, entro i termini previsti, dagli enti locali, dalle associazioni delle categorie economiche, dagli ordini e collegi professionali, nonché dagli altri enti ed organismi, sono esaminate dalla commissione stessa e dai comitati tecnici di settore, anche in contraddittorio con tutte le parti interessate. Viene quindi approntato uno schema degli usi rilevati, distinti per settore; la Giunta camerale lo approva in via provvisoria, dopodiché  viene affisso per 45 giorni all'albo pretorio dell'ente camerale. Contemporaneamente tale schema viene diffuso con ogni mezzo tra gli enti locali, le associazioni delle categorie economiche e dei consumatori, gli ordini e collegi professionali e tra tutti gli organismi ed operatori economici,  per acquisire eventuali rilievi e proposte. In tale lasso di tempo, ciascun soggetto può avanzare proprie riserve, rilievi e proposte di integrazione o modifica a detto schema. La commissione, dopo avere vagliato le proposte di modifica del testo precedente, redige lo schema definitivo della nuova Raccolta degli usi provinciali, la quale viene approvata dalla Giunta camerale in via definitiva.